# Rovezzano
Rovezzano est un un quartier de Florence, en Italie, située à la limite orientale du territoire communal. Elle appartient administrativement au quartier 2 Campo di Marte.

## Symboles
Son blason représentait une meule (symbole de la présence de nombreux moulins dans la région) sur un bouclier arborant les armoiries des Adimari (anciens seigneurs de la région) surmontées des symboles de la ville et du peuple de Florence.

## Moulin de Sant'Andrea à Rovezzano
Ancienne propriété de la famille Albizzi, composée à la fois de moulins à céréales et de foulons, il existe des traces du moulin de Sant'Andrea à Rovezzano dès le début du XVe siècle dans les propriétés foncières des Alessandri (branche de la famille Albizzi qui s'en est séparée en 1372).